# Darkness Dynamite
Darkness Dynamite é uma banda francêsa de  metalcore de Paris, França.

## Integrantes
Atuais
- Rodriguez Junior - Vocal
- Nelson Martins - Guitarra
- Zack Larbi - Guitarra
- Christophe De Oliveira - Baixo
- Granger Julien - Bateria

Ex-Integrantes
- Nicolas Sarrouy - Guitarra
- Eddie Czaicki - Vocal
- Desmonts Alexandre - Bateria

## Discografia
Álbums de Estúdio
- The Astonishing Fury of Mankind (2009)[1]

EPs
- Darkness Dynamite EP (2006)
- Through The Ashes of the Wolves EP (2007)